# Illice faustinula
Illice faustinula là một loài bướm đêm thuộc phân họ Arctiinae, họ Erebidae.